# 李明博
李 明博（イ・ミョンバク、日本語読み：り めいはく、韓国語: 이명박、1941年12月19日 - ）は、韓国の政治家。第14代国会議員、ソウル特別市長及び大韓民国第17代大統領を歴任した。本貫は慶州李氏。族譜名は李相定（이상정）、号は一松（イルソン、일송）。大阪府出身である。日本名は月山 明博（つきやま あきひろ）。日本統治時代最後に生まれた韓国大統領である。

## 概説
大阪府出身。日本の降伏に伴い日本から朝鮮へ引き上げた後に苦学して大学を卒業。当時草創期にあった現代グループの現代建設に入社し、頭角を現して36歳で社長に就任する。　
退職後は経済界から転身して政界入りし、新韓国党とハンナラ党に所属。1992年から二代に渡って国会議員を務め、2002年のソウル市長就任後は都市改造政策等を行った。2007年には大統領選挙に出馬し、大差で当選。翌2008年2月から第17代大韓民国大統領を務め、2013年2月に任期満了で退任。日本生まれで外国の元首をつとめた唯一の人物である。
2018年3月、大統領在任中に犯した収賄や横領等の容疑で逮捕。一審（同年10月）及び二審（2020年2月）でいずれも有罪判決。上訴したが2020年10月に大法院で懲役17年の有罪が確定し収監され、退任後に有罪判決を受けた韓国史上5人目の大統領となった（後述）。しかし同じく保守系の尹錫悦政権が発足した直後の2022年6月に健康状態を理由として懲役刑が執行停止となり一時的に釈放され、同年12月には特別赦免を受け懲役17年のうち15年の刑期が免除された。同月末には自宅に戻り、選挙権や被選挙権も復権した。

## 来歴

### 成長過程および教育
1941年、慶尚北道浦項出身の李忠雨（イ・チュンウ、이충우）を父親、蔡太元（チェ・テウォン、채태원）を母親とし、四男三女の三男（第五子）として大阪府中河内郡加美村（後の大阪市東住吉区、現在の大阪市平野区加美南3丁目）の「島田牧場」の社宅に生まれる。兄弟の名前（李相得など）にはみんな「相」という行列字が入っているが、「明博」の名前は満月がチマに入ってくるという母親の胎夢に由来する。李忠雨は1929年から島田牧場で働いていたが、終戦直後の1945年10月に一家は密航船に乗って、父親の故郷である浦項へ引き揚げた。
韓国では当時、高等学校への入学は限られた少数の特権であった。彼のような大家族の場合、一般的に長男が家族の希望のような存在であった。この場合、下の兄弟たちは、兄や姉の教育費を賄うために自分の進学を諦めるのが普通で、彼も高等学校への進学を諦め、兄の教育費を稼ぐために母親の食品売りを手伝うつもりであった。しかし、中学校の教師が母親を説得し定時制の同志商業高等学校に進学することになった。高校では奨学金給付を受け、昼間は仕事、夜は勉学に勤しんだ。
高校卒業後、ソウルの梨泰院に家族全員で移住した。その際に「金がなくて中退したとしても、高卒よりは大学中退のほうがましだ」として大学受験を決意し、清渓川の古本屋で参考書を買い受験勉強を始めた。市場で家業を手伝いながら、高麗大学校商学部経営学科に合格する。肉体労働のアルバイトで学費を貯めて1961年に進学した。大学在学中に兵役を務めたが、重度の蓄膿症と気管支拡張症により除隊となった。
1963年、高麗大学校商学部学生会長になった翌年に同大学校総学生会長代行となる。その当時学生による民主化運動はピークに達し日韓会談に対する抗議活動も非常に活発であった。1964年6月、朴正煕政権下の日韓基本条約締結に向けての日韓会談に対して、約1万2千人参加の反対闘争を主導し第6次日韓会談を中止させる（6・3事態）。これにより国家内乱扇動の容疑で逮捕され、最高裁で懲役3年・執行猶予5年（西大門刑務所（서대문형무소）に3ヶ月服役）の判決を受けた。このような経緯で彼は「民主化の一世代」とも言われるようになった。

### ビジネス経歴
1965年に大学を卒業後、学生運動の経歴により就職難に陥る。社員が数十人という零細企業だった現代建設の面接に辿り着くが、そこでも経歴に難色を示されると朴大統領に手紙を送るなど紆余曲折を経て入社する。赴任先のタイで強盗から金庫を命がけで守り鄭周永の薫陶を受ける。
1965年、現代建設は韓国初の海外建設事業となるタイのパタニ・ナラティワート (Pattani-Narathiwat) 高速道路建設契約を520万ドル規模で受注し、1968年3月に完了した。この事業は、韓国の建設産業にベトナムや中東など新しい海外市場の開拓を促進させた。李は新入社員であったがプロジェクトチームの一員としてタイに派遣され、帰国後ソウルの現代建設重機事業所に配属される。
1960年代、現代建設はベトナム建設需要の停滞により中東地域へ目を向け、アラブ造船、修理所、バーレーンのディプロマットホテルやサウジアラビアのジュベイル (Jubail) 工業港プロジェクトなど積極的に国際的なプロジェクトを手がける。当時、韓国の建設企業は100億ドル以上のプロジェクトを受注し、石油危機を克服することに貢献した。1965年の入社当時、従業員90人程であった現代建設は、27年後に会長職を離れた時は16万人規模の大企業として成長した。
1970年、現代建設在職中に金潤玉と結婚して1男3女をもうける。
当時の韓国とソビエト連邦間の国交正常化過程においても一定の役割を果たし、リー・クアンユー元シンガポール首相、カンボジアのフン・セン首相、マハティール・ビン・モハマド元マレーシア首相、江沢民元中国国家主席、ミハイル・ゴルバチョフ元ソ連大統領など、海外の指導者らと交流を行った。27年間勤めた現代グループを離れた後、政界に進出することを決めた。
29歳で取締役、36歳で社長、47歳で会長に就任して現代建設を韓国では有数の会社に押し上げた経歴から、「現代の韓国を創った50人」に選ばれるなど立身出世した経済人として政界入り前から著名である。極貧の出身で、高校時代から5時間以上は眠らず、1日18時間働くと言われるほどの猛烈人生は既に何度もドラマ化された他（「野望の歳月」（1990年、KBS）、「火の鳥」（2004年、MBC））、現代建設を退職し政界入りする際に出版した自叙伝「強者は迂回しない」（日本語訳は2008年10月に「李明博自伝」として新潮文庫より刊行）は95年の出版以来、韓国内で200版近く版を重ねるベストセラーとなっている。

### 政界入りとソウル市長時代

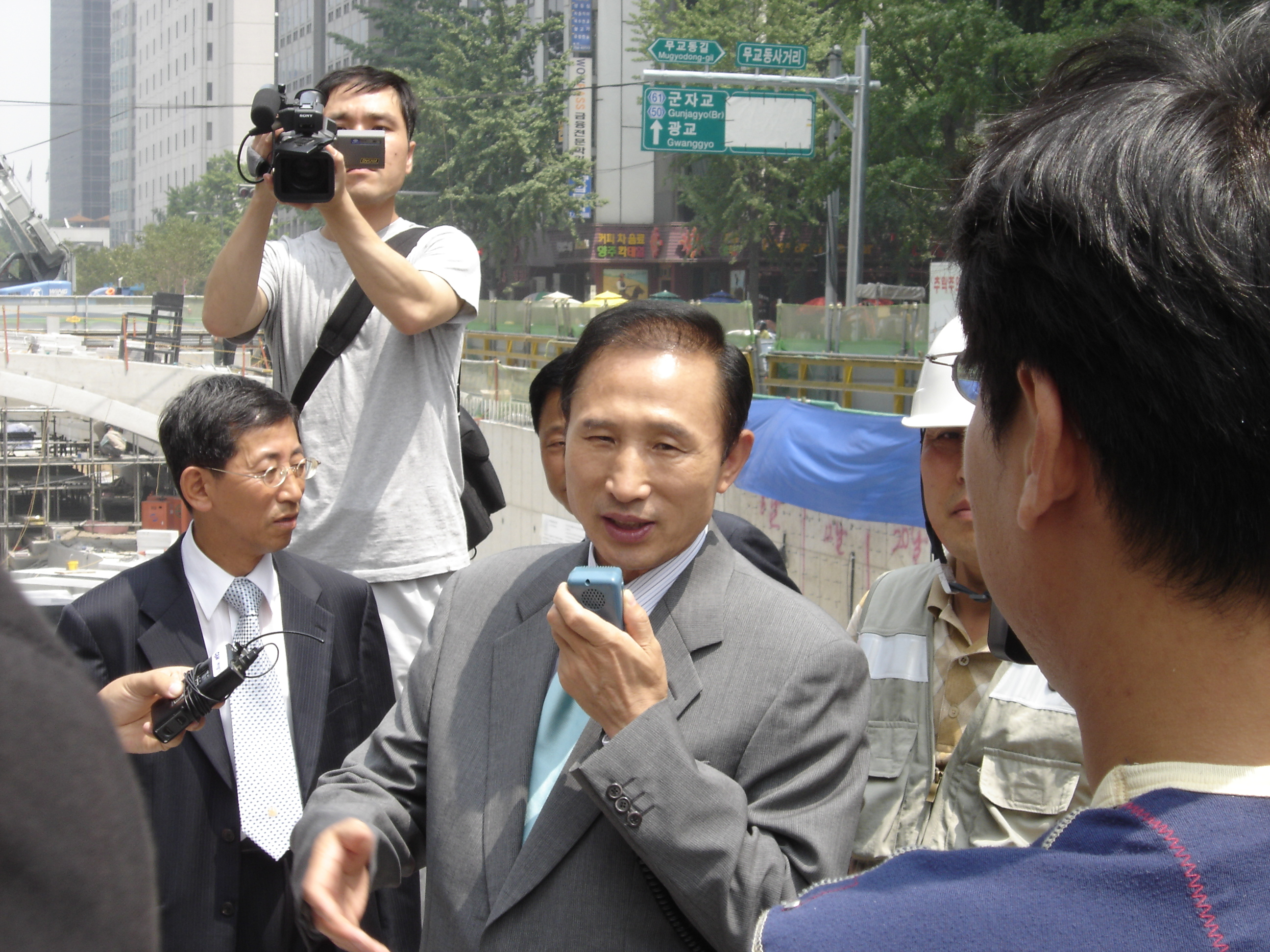
ソウル市長在職時代の李明博（2005年）

1992年、現代建設を退社して第14代総選挙で与党の民主自由党（民自党）から比例代表候補(名簿25位に登載)として出馬し、国会議員に当選する。選挙期間中に、「ミハイル・ゴルバチョフという一人の人間がもたらした世界的な変革を見て、私も何かしなければと考えました」と言及している。
1996年、第15代総選挙で新韓国党（民自党が1995年に党名改称した政党）からソウル特別市鐘路区選挙区に出馬し、統合民主党の盧武鉉候補を破って当選する。しかし、彼の選挙参謀による不明朗な選挙資金の処理が明らかになり、選挙法の違反で700万ウォンの罰金が科される前の1998年に議員を辞職して渡米し、ジョージ・ワシントン大学客員研究員として1年間を過ごした。大学で参加した演習で「環境」の重要性に気付き、知人に誘われて訪れたボストンでの都市再生工事（ビッグ・ディッグ）から、後の清渓川復元工事をはじめとする一連の都市プロジェクトのヒントを得たという。
帰国後一時は金融界への進出を試みるが恩赦により政界復帰が可能となり、2002年、ソウル市長選で当選する。しかし、選挙活動を早期に開始したことで罰金を科される。ソウル市長在任中はインフラ整備を大々的に進めた。ソウル中心部を通り抜ける清渓高架道路を取り除いて「清渓川」を復元し、市民の憩いの場だけでなく生態系の宝庫にした。「ソウルの森」は、ニューヨークのセントラルパークやロンドンのハイドパークのような市民の憩いの場を目指して1年間の工事の後2005年6月にオープンし、ソウル市民に40万本の木々や鹿を始めとする100種以上の動物が生息する広大な自然空間を提供している。ソウル市庁前のロータリーは2002年のサッカーW杯大会の際に文化空間「ソウルプラザ」として整備され、2004年5月のテープカット以来、市民の憩いや文化行事に参加する場として利用されている。
英経済専門誌フィナンシャルタイムズの姉妹誌「fDi」は、「2005年世界の人物大賞 (personality of the year)」に選定した。2005年11月8日、2007年大統領選で左派政権継続阻止を掲げている新保守運動のニューライト全国連合創立大会に参加している。2006年5月、タイム誌アジア版は「ソウル、かつてのコンクリートジャングルのシンボルは緑のオアシスにその姿を変貌させ、他のアジア都市に環境に対する愛情を教え込んでいる」と、清渓川に素足を入れた李の写真を添えて紹介した。2007年10月、タイム誌はアメリカのアル・ゴア元副大統領とともに「環境の英雄 (Hero of the Environment)」に選定した。

### 大韓民国大統領選
2007年5月10日、李は公式にハンナラ党 (Grand National Party) の大統領候補選の出馬を表明した。2007年末の韓国大統領選挙の前哨戦であるハンナラ党予備選挙（2007年8月20日）で、朴槿恵候補に勝利し、大統領選の党公認候補となった。李は予備選挙期間にソウル道谷洞の土地投機絡みで告訴される。
2007年8月、検察は中間発表で「我々は道谷洞土地について李の兄の主張を疑うが、土地の本当の所有者が誰であるかは確かめることができなかった」と述べた。2007年9月28日に検察当局は、道谷洞土地の借名保有の疑いについて「我々は土地の売却代金の追跡や通話内容の照会などすべての調査をして真相が究明された」と公式に事件を終結させた。2007年12月、大統領選挙の数日前に李は自分の資産全てを社会に寄付すると発表した。
李は大統領選挙を前にした各種世論調査でも人気は軒並み1、2位となり、その勢いをそのまま本番に持ち込み、同年12月19日施行の大統領選挙で与党系の大統合民主新党の候補である鄭東泳を圧倒的大差で下して当選を果たした。在日韓国・朝鮮人出身としては初の大統領である。

### 大韓民国大統領

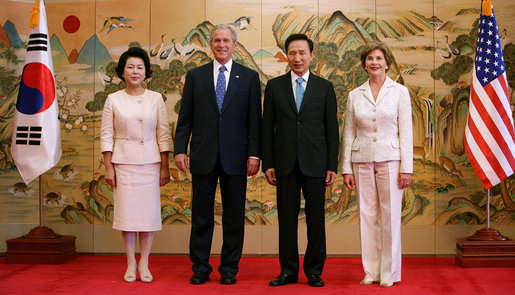
2008年8月、第3回韓米首脳会談において訪韓したブッシュ大統領夫妻との記念写真。右から2番目が李明博で一番左は金潤玉夫人

李は2007年12月大統領選挙で48.7%の得票で大統領に当選した。しかし、投票率は韓国の大統領選挙史上最も低いものであった。2008年2月25日に、第17代大韓民国大統領に就任。就任式には、外国からの招待客や一般市民ら約6万人が参加。日本からは福田康夫首相のほか、中曽根康弘元首相、森喜朗元首相、重村智計早大教授（当時）らも出席した。彼は大統領就任式で、経済の回復を始めとして韓米関係の強化や北朝鮮との交渉を誓った。彼は特に「グローバル外交」を目指すと共に隣国である日本、中国、ロシアとの更なる協調を追求すると断言した。さらには、韓米関係を強化した上で北朝鮮に関してより厳しい政策を実行する、いわゆるMBドクトリンの促進を誓った。大統領の名前である明博 (Mb) のイニシャルと経済学 (economics) を結合したMbノミクスは、李大統領のマクロ経済政策を示している。
2008年4月に大統領就任後初の訪米・訪日を行い、日本のTBS系番組「筑紫哲也 NEWS23」に出演しタウンミーティング形式で日本国民との対談を行った。
李明博の経済回復の核心は「韓国747」計画だ。その計画は毎年平均7%の経済成長、一人当たり4万ドルの国民所得、そして韓国を世界7大経済大国にするものである。李政権は「国民が豊かで、温かい社会、そして強い、新しい韓国」を目指し政策において、進んだ市場経済・経験則に基づいた実用主義・民主的な行動主義など市場にやさしい政策を追求している。そして、李政権は新しい国家ビジョンとして「低炭素・グリーン成長」を掲げた。
「経済大統領」として大きな期待を背負ってスタートした政権だが、4月に米国産牛肉の全面的な輸入再開方針を決定したことで国民の猛反発を受け支持率も2割前後に急落、連日に渡って大規模なデモ隊の抗議運動を受けるなどして出鼻をくじかれることになった。韓米首脳は両国で一部議員らの反対に直面している両国間の自由貿易協定（FTA）の批准を議論した。米国産牛肉輸入の部分的な解禁という首脳間の合意が米国における韓米FTA承認の障害を取り除くと予想されるなか、大勢の韓国人は米国産牛肉の輸入再開に強い反対を表明した。反対された理由としては出荷して30ヶ月以上経った牛肉は安全性に問題があるということ、そして、そのことを政府側が誤魔化していたということが挙げられる。
韓国政府は暴力的な集会は罰されると警告し、警察と集会参加者との衝突を防ぐための処置を取った。抗議集会への国民の支持は必ずしも高くなかったが集会は2ヵ月以上も続き、徹夜のローソク集会は本来の目的とは別に、反対勢力の激しい抗議に取り替えられた。集会場周辺に引き起こされた経済的な損害は大きく、そして社会的な損失は少なくとも約3兆7513億ウォンに達した。しかし、集会に参加した市民達が暴力的な行為に走ることはあまりなかったことや、集会参加者と警察の衝突は主に警察側の過剰な規制などから引き起こされたことはマスコミに公正に報道されていなかった。これは韓国で有力な新聞社3社〔朝鮮日報、中央日報、東亜日報〕が共に保守的傾向が強く右翼路線の大統領と結びの強いことに由来する。また政府側は、ローソク集会に参加した若い主婦達を無罪であるにもかかわらず取り調べたり、ローソク集会の背後に過激な左翼団体が関わっていると信憑性の薄い話を拡散したりした。
しかし米国産牛肉の輸入再開以来、米国産牛肉を買い求める人々はますます増え始め、現在韓国国内ではオーストラリア産牛肉に次いで2番目の市場占有率を確保している。
秋にはリーマン・ショックによる世界同時不況とそれに伴う景気悪化、株価下落や急激なウォン安に苦慮するなど、頼みの経済でも活路を見いだせず、綱渡りの政権運営が続いた。
2008年の韓国通貨危機による傷は深かったが、駐日大韓民国大使の権哲賢を使って、日本の政治家や政府高官などにロビー活動を展開させ、スワップ締結に難色を示していた対韓強硬派の中川昭一財務大臣（当時）に日本国内の親韓派から圧力を掛けて日韓通貨スワップ協定を成功させ外貨預金不足による投資家の韓国第2のIMFへの危機感を無くさせ、国外からの投資を呼び戻した。同年12月の第1回日中韓首脳会談では当時の麻生太郎首相と温家宝国務院総理との間で日本や中国とのスワップ枠を増額させる合意に成功した。
日米中など他国とのスワップを得て2009年以降、OECD諸国の中では最も早くプラス成長に転ずるなど、堅実な経済運営で評価を回復した。日米との連携を強化しながらのぞむ対北政策も概ね支持されるなど外交も軌道に乗り、就任2年を迎えた2010年2月までには支持率も概ね4〜5割台で推移、安定した政権運営が可能になっている。
2012年7月に実兄の李相得が拘束された時に「今さら誰かを咎められないので全て私の不覚」と謝罪した。その翌月に竹島上陸した。

### 経済政策
李政権はニーズに合わせた教育制度を導入し、学費の融資や相談サービスを提供する奨学財団を設立した。さらに、政府は授業料の支払いに苦労している人々を援助するための所得水準別奨学金計画などを進めている。一方、政府は農山漁村地域に82の寮制公立高校を指定した。指定校には総額3173億ウォン、平均38億ウォンの資金援助が行われる。
「MBノミクス」とは、李大統領のマクロ経済政策を示す言葉である。李大統領の名前、明博 (Myung-bak) のイニシャル「MB」と経済学 (economics) を組み合わせた造語で、姜万洙企画財政部長官は、「MBノミクス」の創案に一定の役割を果たしたとされる。
経済回復の目玉は、「韓国747」計画だ。この計画は、平均7%の経済成長を成し遂げ、一人当たり4万ドルの国民所得、そして韓国を世界の7大経済大国にする計画である。
李大統領は、米国の金融ショックと関連して、政治およびビジネスにおける強固な協力関係の重要性を強調し、信用危機に対処するための政策調整を目指す韓国、日本、中国の金融担当大臣会議を提案した。

### 外交

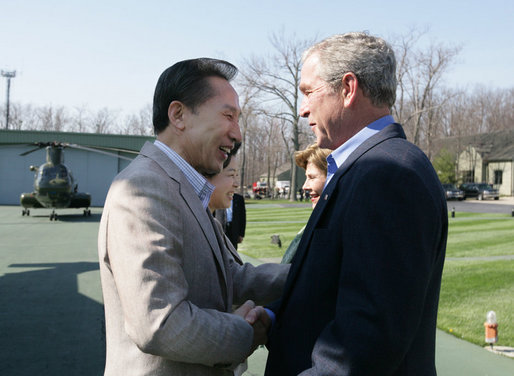
ブッシュ大統領夫妻と共に

韓国政府の目指す外交は、朝鮮半島の非核化の重要性の強調による4強（米日中露）外交の回復として要約される。北朝鮮の核問題の解決には、6カ国協議のメンバー国との緊密な協力が必要である。普遍的な価値と相互利益に基づく韓米同盟の発展は、北朝鮮と北東アジア情勢のような問題における対応策や影響に最も重要である。

## 歴史
- 1941年 - 大阪府中河内郡加美村福井戸町（現：大阪府大阪市平野区加美南3丁目）で出生
- 1960年 - 慶尚北道浦項市の同志（ドンジ、동지）商業高等學校（現：同志高等学校）卒業（夜間）
- 1961年 - 高麗大学校入学
- 1965年 - 現代建設入社
- 1977年 - 現代建設代表取締役社長就任
- 1978年 - 仁川製鉄代表取締役、韓国都市開発社長（兼任）
- 1988年 - 現代建設代表取締役会長就任
- 1992年3月24日 - 第14代国会議員当選（民自党、全国区）
- 1996年4月11日 - 第15代国会議員当選（新韓国党、ソウル市鐘路区選挙区）
- 1998年 - 第15代国会議員辞任[23]
- 2002年 - 第32代ソウル特別市市長に就任
- 2006年 - ソウル特別市市長を退任
- 2007年12月19日 - 2007年大韓民国大統領選挙、与党系の大統合民主新党候補の鄭東泳を大差で下して当選を果たす
- 2008年2月25日 - 第17代大韓民国大統領に就任
- 2012年7月11日 兄の李相得逮捕[24]
- 2012年8月10日 - 韓国の歴代大統領として初めて竹島（韓国名：独島）に上陸（李明博竹島上陸も参照）
- 2012年8月14日 - 韓国教員大学校での講演で天皇の謝罪を要求
- 2013年2月24日 - 任期満了により第17代大韓民国大統領を退職[25]
- 2013年 - カンボジアのフン・セン首相の経済顧問
- 2018年3月23日 - 横領・収賄などの容疑でソウル中央地検に逮捕される[26]
- 2018年4月9日 - 横領・収賄などの容疑でソウル中央地検に起訴される[27]。
- 2018年10月5日 - ソウル中央地方裁判所から、収賄や横領などの罪で、懲役15年、罰金130億ウォン、追徴金約82億ウォンの有罪判決を下される[28]
- 2020年2月19日 - 控訴審でソウル高等法院から懲役計17年、罰金130億ウォンなどの有罪判決を下される[28]
- 2020年10月29日 - 上告審で大法院が二審判決を支持し、懲役17年、罰金130億ウォン、追徴金約57億8,000万ウォンの実刑が確定[29]
- 2022年12月28日 - 尹錫悦大統領から特別赦免を受ける。2025年

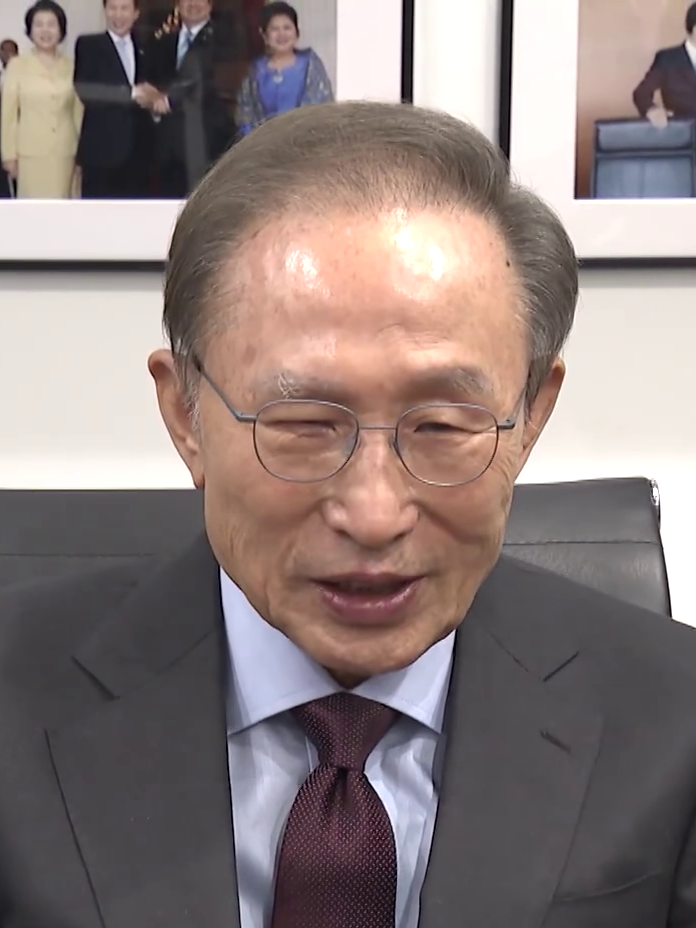
2025年

## 人物
- 信仰する宗教はキリスト教（長老派教会）であり、通っている教会の長老である。母親の影響で教会に通い始めた。
- 尊敬する人物は、安昌浩、マハトマ・ガンディー。尹奉吉記念事業会会長を務めている。
- 流暢な日本語と英語を話すことができる[30]。
- 身長171cm、体重70kg、血液型はB型[31]。
- ハンギョレは、手柄は自分のもので、ミスは他人のせいとする性格と評した[32]。

## 政策・主張
- 747公約 （年7%成長、10年以内に1人当たり国民所得4万ドル、10年以内に世界7大国入り）。大統領選において公約で挙げた基本主張であり、また、大統領任期中の国家指針でもある。
- 中央省庁を18省から15省体制に統廃合するなど「小さな政府」を目指す。
- 「人類普遍の価値を具体化する」として、国連平和維持活動 (PKO) や政府開発援助 (ODA) への取り組みを強化する。

### 対日姿勢
しばしば「日本はドイツを見習うべき」という趣旨の発言を行っていた。
- 日本統治時代に建てられた現ソウル市庁舎を太極旗で全面覆うイベントを開催[33]。
- 日本の「歴史歪曲教科書」（具体的には新しい歴史教科書を作る会の教科書）採択阻止のため寄付金1億3200万ウォンを集金[34]。
- ソウル南山に建設されるユースホステルに日本の修学旅行生を誘致して竹島（韓国名・独島）領有権や日帝（いわゆる「日本帝国主義」の韓国での呼称）の残虐性について学習する機会を設ける計画を考案[34]。
- 「北朝鮮の国民生活を改善させるための財源となる400億ドルを国際機構と日本に出させる」主旨をSBSの討論番組で発言[35]。

李明博は北朝鮮に対し、核放棄の見返りに一人当たり平均所得を3000ドルに向上させる事を大統領選公約としている。この実現に向け、経済支援の一部を日朝国交化に伴う日本の資金で充当するという案を提唱した。2008年1月7日に韓国統一部は同構想を受け、日朝関係改善による賠償資金として100億ドル（約1.1兆円）を日本に支払わせ、大韓民国政府による北朝鮮支援基金に充当する計画を明らかにした。ただし、李東官報道官は現実的ではないと批判している。
- 「わたし自身は新しい成熟した韓日関係のために、『謝罪しろ』『反省しろ』とは言いたくない」「日本は形式的であるにせよ、謝罪や反省はすでに行っている」[37]「（韓国側が）要求しなくても、日本が（謝罪と反省を）言うくらいの成熟した外交をするだろう」 - 2008年1月17日のソウルで外国メディアと会見にて未来志向の関係構築に向け、歴史認識問題で日本に謝罪を求める考えはないことを明らかにした一方、日本側の自発的取り組みを促す姿勢を示したとみられる発言を行った[38][39][40][41]が、当時まだ与党だった統合民主党や、左派政党の民主労働党などから批判された[42]。
- ただし李明博の言う『未来志向』とは、『日韓貿易赤字の政治的介入による解消』、並びに『経済的・技術的援助の要求』を意味すると思われ、そうした発言を繰り返している。『両国間で自由貿易協定 (FTA) を1対1の条件で結ぼうとすればバランスが取れないため、日本に多くの譲歩をするよう求めた』『日本は世界の平和と繁栄に寄与する責任があり、また被害国の繁栄と平和に向けてもさらに大きな譲歩が必要だとの点を明示した』」[43]。また、李明博大統領就任後すぐに駐日韓国大使として任命された権哲賢大使は、この言葉を補足する形で「過去に韓国が日本から受けた被害は『耐えられない』『忘れられない』内容だが、これに縛られず未来に進むということだ。その結果が良ければ過去の傷や恨みは和らぐだろうが、日韓の貿易不均衡が改善されず、日本側から歴史認識を巡る『妄言』が続くようなら『痛みはもっと大きくなる』。」と述べ、また北朝鮮に対する姿勢としては（李明博大統領が福田康夫首相との2008年4月21日の首脳会談で『拉致問題解決への協力』を述べたことについて）「日本が掲げる『拉致、核、ミサイルの包括的解決』を支持したわけではない。日本がその路線に固執するなら自縄自縛に陥るだろう。」とも述べている[44]。
- 2008年2月25日の韓国大統領就任式での演説で言及した順番は、アメリカ・日本・中国・ロシア・中央アジアだった。
- 韓国大統領に就任すると、それまで滞っていた日韓間のシャトル外交を復活させた。
- 韓国大統領就任後の2008年4月に訪日すると、天皇皇后との会見時に韓国訪問を招請した[45]。
- 世界中のサイトで竹島や日本海を韓国の主張に書き換える運動などを行っているVANKに対する予算削減案を大統領みずから撤回させた[46]。
- 2010年3月26日に起きた韓国哨戒艦沈没事件では日本政府は韓国を強力に支持している[47][48]。
- 2010年9月10日にロシアのヤロスラブリで鳩山由紀夫前首相（菅直人内閣時）と会談した時に「日韓両国は地球上で最も良好な2国間関係を築ける」と発言している[49]。
- 2011年10月、韓国での日韓首脳会談においてウォン急落が懸念される韓国を支援してほしいと野田佳彦首相に要請、これを受けて民主党政権は通貨交換協定を130億ドルから700億ドルに拡大[50]。
- 2011年12月、訪日して日韓首脳会談で野田首相に「慰安婦問題について韓国の求める誠意を示さない限り、同年に駐韓日本大使館正面に建立された13歳の少女慰安婦と称する像の他にさらなる銅像の建立がなされる。」と述べて、同問題の解決を強く求めた[51][52]。
- 2012年7月、申珏秀駐日大使に対して日本側の慰安婦問題解決の意志について打診すると、日本の歴史認識は変わっていないと報告を受けた[52]。
- 2012年8月10日、竹島に上陸し韓国領であると改めて発言し、初めて竹島に上陸した韓国大統領となった。それまでの大統領は誰も上陸しなかった。
- 2012年8月13日、日本政府は韓国への700億ドル（5兆5千億円）におよぶ資金支援枠の大幅な拡大は李明博大統領の竹島上陸がなされても見直さない旨を発表する[53]。
- 2012年8月14日、明仁天皇について「日王」と呼称した上で、「日王が痛惜の念などという単語ひとつを言いに来るのなら、訪韓の必要はない[45]。日王は韓国に来たければ、韓国の独立運動家が全てこの世を去る前に、心から謝罪（「ひざまずいて謝らなければならない」と表現）せよ。」と謝罪を要求する発言を行った[54][55]。
- 2012年8月15日、光復節（日本での終戦記念日）祝辞で「日本軍慰安婦被害者問題は人類の普遍的価値と正しい歴史に反する行為」であると述べた[52]。日本政府は李明博大統領の天皇謝罪要求について謝罪と撤回を要求したが、金星煥外交通商相は大統領と同様の見解を示すとともに昭和天皇の戦争責任を主張した[56]。日本政府は駐韓大使の一時的な帰国措置を取った。
- 2012年8月17日、野田首相は李明博大統領に対して親書を送るが、外務省はホームページ上で「本17日（金曜日）、野田佳彦内閣総理大臣は李明博大統領に対し、最近の同大統領の島根県の竹島上陸及び日韓関係に関する種々の発言について遺憾の意を伝えるとともに、近日中に韓国政府に対し竹島問題について国際法にのっとり、冷静、公正かつ平和的に紛争を解決するための提案を行う旨伝え、また日韓関係の大局に立って日韓関係の未来のため、韓国側が慎重な対応をするよう求める」という書簡の趣旨を敢えて公開していた。韓国外交部は「李大統領が島根県の竹島に上陸した」という表現が3度も出てきている親書の処理方針を決めるための会議を繰り返し、「日本に口実を与えないためにも返送するのがよい」という結論に達した。李大統領は島根県の竹島という表現に「ここはどこだ？そんな島には行ったことがない。」とうそぶいたという。韓国側は親書を受領せず、駐日韓国大使館員が外務省に返却しに来たため、外務省は敷地内への立ち入りを拒否した[57][58]。同日、玄葉光一郎外務大臣は申珏秀韓国駐日大使に抗議した[59]。
- 2012年8月23日、安住淳財務大臣は10月に期限が切れる日韓通貨交換協定の拡大措置について、10月以降は白紙とすることを表明するとともに[50]、日本側から通貨交換協定を要請したとする韓国側の報道を否定した[50]。
- 2012年8月24日、キム・イルセン兵務庁長は韓国国会で、8月10日のロンドンオリンピックにおける男子サッカー日韓戦で勝利後に「独島は韓国の領土である」と記載されたプラカードを掲げた朴鍾佑[60]の兵役免除を認めることを明らかにし、「勇気のある奇特な選手だ」と行為を評価した[61]。
- 2013年2月15日に李明博大統領は韓国核武装論を肯定した際に、「竹島上陸は日本への先制である。日王は（自分の発言以後）『謝る用意もあり韓国を訪問したい』と明らかにしたという。実際より少し誇張されて自分の発言が伝えられた面がある。」と東亜日報のインタビューで明らかにした[62]。

### 北朝鮮に対する姿勢
前政権時代（金大中・盧武鉉）は、無原則な対北支援策であったと批判した上で、北朝鮮の非核化を前提とする「共存共栄」を掲げ、以前の「民族共同体統一構想」を踏襲したかたちを示した。2008年2月の大統領就任式では、北朝鮮による核の放棄と開放を条件に北朝鮮住民の所得向上を盛り込んだ「非核・開放・3000構想」を示した。翌月2月には、南北経済協力の象徴とされる開城工業団地において構想の実行について提案されたが、李政権の対北政策に不信感を抱いた北朝鮮側の理解が得られず、常住する韓国政府関係者の追放、後には武鉉政権下で開通した北朝鮮との直通列車の運行中断に至る。
- 南北首脳会談にいつでも応じる考えを示したが、太陽政策を基礎に南北関係を最重視した盧武鉉前政権よりも、支援の透明性を重視する姿勢をとる。
- 「非核・開放・3000」（北朝鮮が非核化と改革・開放を実現することにより、一人当たりの年間所得を3000米ドルにするための経済支援を行う政策）を掲げた[65]。
- 北朝鮮は、親米反北である李を、「鼠（쥐、チュイ）」と呼んだ[66][67]。

### ベトナムに対する姿勢
2009年9月、韓国の国家報勲処が発表した「国家報勲制度」の全面改訂作業において、「戦争参加功績者」とされていたベトナム戦争参加者の扱いを「国家的功労者」に格上げする方針を決定し、国会に法案改正の趣旨説明文を提出したが、この文書でベトナム戦争参加者を「世界平和の維持に貢献したベトナム戦争参戦勇士」と表現したことにベトナム政府が、「我々は被害者。ベトナム戦争の目的が、なぜ世界平和の維持なのか」と反発し、10月20日から予定された李明博の国賓としてのベトナム訪問も「このままでは訪問を歓迎できない」と非公式に伝えた。韓国は柳明桓外交部長官を急遽ベトナムに派遣して「世界平和の維持に貢献」という文書を削除することを約束し、李明博のベトナム訪問を予定通り実現させたが、ベトナム政府は「侵略者は『未来志向』といった言葉を使いたがり、過去を忘れようとする」「（靖国神社問題で）日本を批判している韓国なら、我々の考えが理解できるだろう」と批判し、日本との間では「侵略行為」を批判してきた韓国が「侵略者」と追及された。

### 朝鮮半島大運河構想
2007年の大統領選挙に際し、李明博は韓国北部を流れる漢江と、韓国南部を流れる洛東江を運河で連結し、ソウルと釜山を水路で結ぶという構想を公約に掲げた。元々は李明博が国会議員時代から持っていた構想であり、国会で提案したこともあるが、当時は「現実的ではない」として却下された。韓国では、このソウル〜釜山間の運河を「京釜運河」と名付けるようである。最終的には、全羅道や北朝鮮にも運河を掘り、一つの運河として連結することを目標にしている。
2007年6月4日の韓国水資源公社、国土研究院、韓国建設技術研究院が行なった調査の結果も「収益性がない」としており、この構想自体に疑問を投げかけている
2008年6月19日、李明博は特別記者会見で「国民が反対すれば大運河事業を推進しない」と事実上の撤回を表明し、国土海洋部も大運河事業準備団の解体を決定した。2009年6月29日、「現政権ではそれを連結する計画ももっておらず、わたしの任期内には推進しない」と大運河建設を凍結することを明らかにした。

### 4大河川再生事業
韓国の4大河川（漢江・洛東江・錦江・栄山江）再生事業は最近地球温暖化などで洪水および日照り被害が頻発するによって根源的対策用意が必要であり、従来の洪水対策中心の水政策とは異なり、水不足解決、洪水防衛、地域発展の3つを柱にした利水治水の多目的プロジェクトであると訴えた。総事業費は13兆9000億ウオンを予定で2012年完工をめざす。
基本方向は、当面した経済危機克服と未来成長エンジンの創出だ。李は、この事業の意義について、「国家100年の大計と気候変動という人類の共通課題に対する備えになるということを認識しなければならない」と述べ、「これはわれわれに与えられた大きな義務」と強調した。大運河計画が頓挫したこともあるが、李大統領の今事業にかける意気込みは並々ならぬものがある。
今事業で最も力を入れているのは、将来の水不足に備えての用水確保と水質改善。そして、「文化が流れる4大河川」というコンセプトも加味している。地域発展および文化振興などを総合的に盛り込もうというもので、主要河川を生活・余暇・観光・文化・グリーン成長を組み合わせた多機能複合空間に作り変える。経済効果も大きい。新たに19万人分の雇用が創出され、23兆ウォンにのぼる生産誘発効果があると試算されている。
韓国の韓昇洙（ハン・スンス）国務総理は「4大河川整備事業は単なる建設工事ではなく、経済を回復させ、環境を復元し、文化の花を咲かせる韓国型ニューディール事業」だと言った。また、李大統領は「4大河川再生事業は選択的な事業ではなく気候変化と水の管理観点とともにさまざまな側面で必須的な事業だ」と発言した。

### 英語教育
李明博は英語教育にも非常な熱意を持っており、選挙期間中から英語教育の強化を訴えていた。当選後は一時、公教育の一部を英語で行うべきだとする意見を出したが、国民の反対にあい撤回した。又、高卒でも英語を使えるようにするべきだという主張も行った。

### 宗教政策
閣僚にキリスト教徒が多く、過去にキリスト教を持ち上げるような発言を行ったり（「ソウル市を神に捧げる」）、国家公務員の宗教調査を行なうなどしているため、自身のキリスト教信仰からキリスト教を優遇しているのではという批判もある。2008年8月には李に宗教差別をやめるよう訴える仏教徒のデモが勃発した。
これに対して李大統領は2008年9月に閣議で公務員の宗教差別を禁止する条項の新設を柱とする公務員服務規程改正案が緊急案件として上程され、審議した結果、服務規程に「公務員は職務の遂行において宗教差別行為をしてはならない」という条項が明記された。又、2009年1月に初めて公職者の宗教差別禁止を明示した国家公務員法と地方公務原法が国会本会議を通過した。これによって、今後、公務員による宗教への差別的言動は懲戒の対象となる。

### アラブ首長国連邦との秘密軍事協定
文在寅政権が李明博政権時代の政策を洗い出す中で、アラブ首長国連邦のバラカ原子力発電所をフランス、アメリカ・日本の企業連合体と受注を争う中で韓国が落札した際に締結されたアラブ首長国連邦の有事の際に韓国軍が自動参戦する密約の存在がわかり、国会の承認を得ずに米韓相互防衛条約にもない自動介入条項のある軍事同盟を結んだ憲法違反であるとして波紋を呼んだ。

## 一族
- 祖：李鍾漢（イ・ゾンハン)
- 伯父:李武特（イ・ムトゥク）
- 伯父:李景特（イ・ギョントゥク）
- 父：李德釗（イ・ドクソェ、1907年 - 1982年）昭和14年に李忠雨（イ・チュンウ）に改名
- 母：蔡太元（チェ・テウォン、1909年 - 1964年）
  - 長姉:李貴先（イ・グィソン）
  - 長兄：李相殷（イ・サンウン）ダース会長
  - 次兄：李相得（イ・サンドゥク、1935年 - 2024年）国会議員(2012年に逮捕され、後に有罪)[77][78]。
  - 次姉:李貴愛（イ・グィエ）
  - 妹:李末粉（イ・マルブン）
- 夫人：金潤玉（キム・ユンオク、1947年 - ）
  - 長女：李周妍（イ・ジュヨン、1971年 - ）
    - 婿：イ・サンジュ

  - 次女：李承妍（イ・スンヨン、1973年 - ）
    - 婿：チェ・ウィグン、ソウル大学校医科大学内科専門医

  - 三女：李修妍（イ・スヨン、1975年 - ）
    - 婿：趙顯範（チョ・ヒョンボム）ハンコックタイヤ副社長

  - 長男：李始炯（イ・シヒョン、1978年 - ）

## 語録等
- 「石原慎太郎（ソウル市長在任時の東京都知事）は四流、五流の妄言政治家」[79]
- 「一部アジアの政治指導者は、過去の歴史に縛られて、国家間の緊張を高め、未来を暗くしている」 - 2006年1月のダボス会議

盧武鉉政権（当時）を批判する発言をして、政権与党であるウリ党から「親日発言」だと批判された。
- 「現在、南北の考えで共通しているのは竹島問題（韓国名・独島）だけであり、竹島（独島）は韓国の領土となっている以上、（日本も）そう考えて欲しい」[80]
- 「（ナチス党政権下のドイツの被害国に真心のこもった謝罪をした）西ドイツのアデナウアー首相を見習う必要がある。歴史的事実を率直に認めるべきだ」[81] - 安倍晋三首相（当時）に対して
- 「経済大国の日本の戦後処理は、ドイツのそれと比べてケチ臭い」[82]
- 天皇の韓国訪問の条件として「痛惜の念（天皇の過去の発言）などという単語ひとつを言いに来るのなら、訪韓の必要はない」」[83]「（日本の植民地統治期に）独立運動で亡くなった方々に対し、心より謝ること」と語る[84]。

## エピソード
- 大統領予備選挙期間中に「母親が日本人」という「ネガティブキャンペーン」が張られ、DNA鑑定までして否定した経緯がある[85]。
- 2005年9月27日、ソウル市長だった当時「ソウル近郊にディズニーランドを作る方案を検討している」と述べたが、当のウォルト・ディズニー・カンパニーからはその三日後に「韓国誘致は決定したことはなく、発表すべきこともない」とコメントされてしまった[86]。
- 現代建設時代の経験から、日本の財界に人脈があると言われている[87]。
- 2008年5月6日にマイクロソフトのビル・ゲイツ会長と会談した際、螺鈿細工が施された特別仕様のXbox 360をゲイツ会長からプレゼントされた[88]。

## 事件・疑惑

### 実兄の逮捕
実兄で、韓国の国会議員だった李相得とその側近が、2012年7月、金融機関や企業から巨額の違法資金を受け取ったとして、斡旋収賄などの疑いで韓国最高検察庁により逮捕された。李明博はテレビ演説で謝罪している。
裁判でソウル中央地裁は李前議員に懲役2年、追徴金7億5750万ウォン（約6300万円）の実刑判決を言い渡した。弁護人は控訴する考えを示している。

### 土地不正購入疑惑
2012年に入り、李明博が私邸として購入した土地の金額が、同地域の他の土地より安かったことや、土地の名義が別人だった事などから、購入資金を政府が不正に肩代わりしたとの疑惑が浮上している。韓国の検察は李明博の長男の自宅を捜索した他、先に逮捕された実兄の李相得からも聴取を開始している。

### 国家情報院政治工作事件疑惑
2017年10月以降、BBK事件に関連して国家情報院への政治工作を行っていた疑惑が浮上している。

### 収賄疑惑
大統領在任中に国家情報院より上納金を受け取ったり、事実上のオーナーを務める会社の訴訟費をサムスングループに肩代わりさせるなど、合計110億ウォンにも及ぶ収賄疑惑が持たれており、2018年3月14日の検察庁による取り調べでは国家情報院からの裏金を受け取るなど一部の容疑を認めたとされる。3月22日深夜に逮捕、4月9日に起訴され、10月5日にソウル中央地方裁判所から懲役15年、罰金130億ウォン（当時の為替レートで約13億円）の有罪を言い渡された。判決が言い渡された公判はテレビの生放送が行われたが、李はこの決定に反発し公判には出廷しなかった。判決を不服とする李は控訴し、2019年1月2日に初公判が開かれ、3月6日には裁判所から健康問題を理由に保釈の許可を受けた。だが、2020年2月19日にソウル高等裁判所から一審判決よりも重刑となる懲役17年、罰金130億ウォン（当時の為替レートで約12億円）の有罪を言い渡された為、李は再び身柄を拘束され、李の弁護人が上告した。李は二審判決直後に裁判所から保釈取り消し処分の執行停止決定を受け再度釈放されたが、2020年10月29日に大法院が二審判決の支持を決定したため、収賄疑惑に対する有罪が確定し収監された。2022年6月28日、健康悪化を理由に3カ月間の刑の執行停止が発表された。
なお、大法院判決で禁錮以上の刑が確定したため、韓国の法により、李は前大統領に対する礼遇の中で人身警護と私邸警備を除くほとんどの受益をもはや受けられなくなった。（詳細は別記）。

### 特別赦免そして復権へ
2022年12月28日、尹錫悦大統領から特別赦免を受けた。これにより、李は宣告された懲役17年のうち、残る約15年の刑期が免除され、選挙権や被選挙権も回復する。30日、病院を退院しソウル市内の自宅に戻った。

## 自身の著作（日本語訳）
- 『強者は迂回しない 韓国ニューリーダーの自画像』村松豊功・多田正弘訳、勁文社、1996年
- 『都市伝説ソウル大改造』屋良朝建訳、マネジメント社、2007年
- 『李明博自伝』平井久志ほか訳、新潮文庫、2008年
- 『オモニ ホームレスから大統領へ』蓮池薫訳、講談社、2008年

## 李明博を扱った作品
- 「ナヌン・コムスダ」という李明博を諷する韓国のポッドキャスト。